# Apostolska nunciatura v Belizeju
Apostolska nunciatura v Belizeju je diplomatsko prestavništvo (veleposlaništvo) Svetega sedeža v Belizeju.
Trenutni apostolski nuncij je Léon Kalenga Badikebele.

## Seznam apostolskih nuncijev
- Paul Fouad Tabet (11. februar 1984 - 8. september 1984)
- Manuel Monteiro de Castro (16. februar 1985 - 21. avgust 1990)
- Giacinto Berloco (5. maj 1998 - 24. februar 2005)
- Luigi Pezzuto (7. maj 2005 - 17. november 2012)
- Léon Kalenga Badikebele (13. april 2013 - danes)